# Kenianisch-osttimoresische Beziehungen
Die kenianisch-osttimoresischen Beziehungen beschreiben das zwischenstaatliche Verhältnis von Kenia und Osttimor.
Die beiden Staaten haben bisher keine offiziellen diplomatischen Beziehungen. Weder hat Kenia einen Botschafter für Osttimor, noch Osttimor eine diplomatische Vertretung in Kenia. Beide Staaten gehören zur Bewegung der Blockfreien Staaten, zur AKP-Gruppe und zur Gruppe der 77.
Kenia beteiligte sich an den Internationalen Streitkräfte Osttimor (INTERFET), die nach der letzten Gewaltwelle der indonesischen Besatzer 1999 wieder für Ruhe und Ordnung sorgten, sowie an der Übergangsverwaltung der Vereinten Nationen für Osttimor (UNTAET) und der Unterstützungsmission der Vereinten Nationen in Osttimor (UNMISET) mit Soldaten und zivilen Polizisten.
Für 2023 gibt das Statistische Institut Osttimors keine Handelsbeziehungen zwischen Kenia und Osttimor an.